# Ranitomeya sirensis
Espèce
Synonymes
- Dendrobates sirensis Aichinger, 1991
- Dendrobates biolat Morales, 1992
- Ranitomeya biolat (Morales, 1992)
- Dendrobates lamasi Morales, 1992
- Ranitomeya lamasi (Morales, 1992)

Statut de conservation UICN

 LC  : Préoccupation mineure
Statut CITES
Ranitomeya sirensis est une espèce d'amphibiens de la famille des Dendrobatidae.

## Répartition
Cette espèce se rencontre :
- au Pérou dans les régions de Loreto, de Huánuco, de Junín, de San Martín, de Pasco, de Madre de Dios, d'Ucayali, de Cuzco ;
- en Bolivie dans le département de Pando ;
- au Brésil dans l'État d'Acre.

## Description
Cinq morphes sont reconnus Sira, Lamasi, Divisoria, Biolat et Panguana.
Ranitomeya sirensis Sira mesure de 15 à 17 mm. Son dos est rouge uniforme et ses membres bleu turquoise.

## Étymologie
Son nom d'espèce, composé de sir[a] et du suffixe latin -ensis, « qui vit dans, qui habite », lui a été donné en référence au lieu de sa découverte, la Serranía de Sira.

## Publication originale
- Aichinger, 1991 : A new species of Poison-Dart Frog (Anura: Dendrobatidae) from the Serranía de Sira, Peru. Herpetologica, vol. 47, p. 1–5 (texte intégral).